# Droga Wodna Górnej Wisły

Krakowski odcinek Drogi Wodnej Górnej Wisły – na fioletowo oznaczono stopnie wodne: Kościuszko, Dąbie i Przewóz

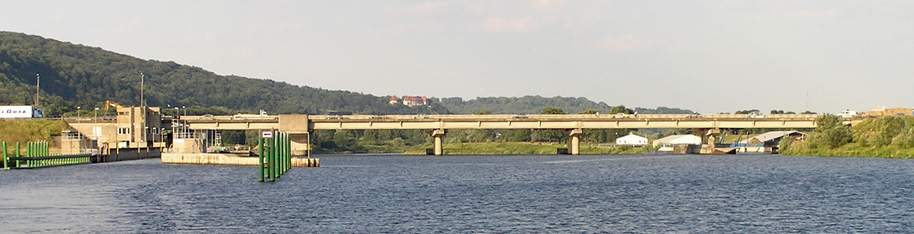
Stopień Wodny Kościuszko w ciągu autostrady A4 (E40)

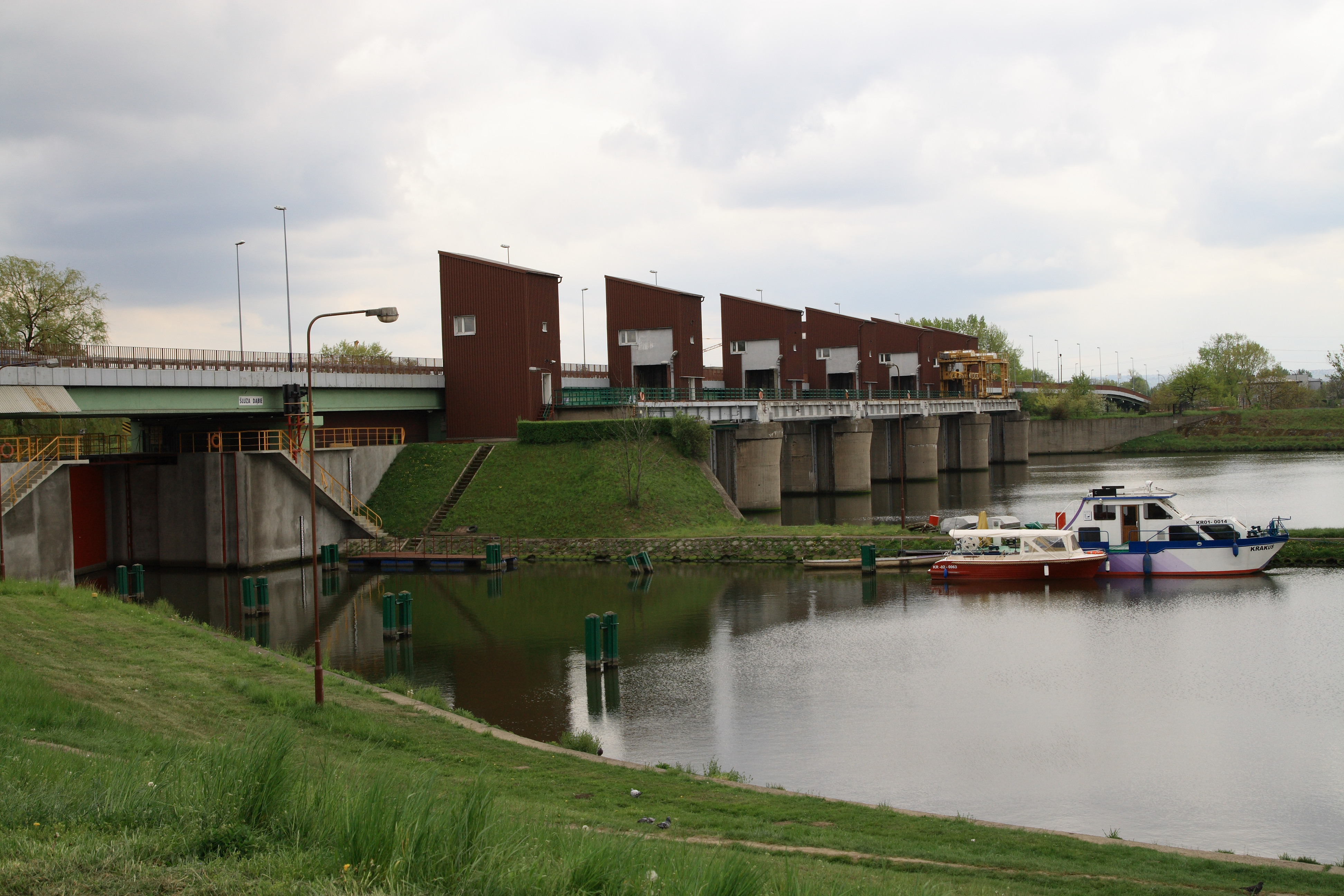
Stopień Wodny Dąbie w Krakowie

Droga Wodna Górnej Wisły – droga wodna, główny śródlądowy szlak żeglugowy w regionie wodnym Górnej Wisły, zaczynający się w Oświęcimiu a kończący w Krakowie.

## Przebieg
W skład drogi wodnej wchodzi 6 stopni piętrzących: Dwory, Smolice, Łączany, Kościuszko, Dąbie i Przewóz, dwa kanały (Łączański i Dwory) oraz skanalizowane odcinki Wisły. Łącznie tworzą one Kaskadę Górnej Wisły, dzięki której na odcinku od ujścia Przemszy do stopnia wodnego Przewóz (we wschodniej części Krakowa) droga wodna spełnia warunki żeglugowe umożliwiające przemieszczanie się jednostek pływających o ładowności do 1000 ton. Droga wodna ma długość ok. 72 km (z uwzględnieniem skrótów wynikających z odcięcia Wisły i przebiegu trasy żeglugowej kanałami: Łączańskim i Dwory).

## Historia
Budowa drogi wodnej trwała od 1949 do 2002 roku. Została rozpoczęta w związku z budową w jej pobliżu 4 dużych elektrowni węglowych (Skawina, Łęg, Nowa Huta, Połaniec) celem transportu do nich węgla z kopalń w okolicach Oświęcimia. Cel ten nie został jednak w pełni osiągnięty z powodu niższych niż zakładane parametrów śluz, a także wybudowania jedynie 6 z 18 planowanych stopni wodnych. Usuwanie osypisk w korycie rzeki i zamulenia awanportów śluz wymaga stałych nakładów finansowych. Ze względu na ciasny, 250-metrowy promień łuku osi szlaku żeglownego w Krakowie pod Wawelem, trasa spełnia normy zaledwie klasy Ib.
Obecnie droga wodna ma znaczenie ekonomiczne, ekologiczne, turystyczne i edukacyjne. Jej potencjał nie jest jednak w pełni wykorzystywany – służy głównie lokalnemu transportowi piasku i żwiru z likwidacji osypisk oraz kamienia dla celów budowlanych.

## Klasyfikacja wód
Rozporządzenie Rady Ministrów z 2002 r. ws. klasyfikacji śródlądowych dróg wodnych określa klasę Drogi Wodnej Górnej Wisły na:
- na odcinku od ujścia rzeki Przemszy do połączenia z Kanałem Łączańskim – IV (o obniżonych parametrach)
- Kanał Łączański – II
- na odcinku od ujścia Kanału Łączańskiego do stopnia wodnego Przewóz – III